# Dingtuna landskommun
Dingtuna landskommun var en tidigare kommun i Västmanlands län.

## Administrativ historik
Kommunen bildades i Dingtuna socken i Tuhundra härad i Västmanland när 1862 års kommunalförordningar trädde i kraft.
Vid kommunreformen 1952 bildade den storkommun då förutvarande Lillhärads landskommun och Västerås-Barkarö landskommun lades samman med Dingtuna.
1967 uppgick landskommunen i Västerås stad och området ingår sedan 1971 i Västerås kommun.

### Kyrklig tillhörighet
I kyrkligt hänseende tillhörde kommunen Dingtuna församling. Den 1 januari 1952 tillkom församlingarna Lillhärad och Västerås-Barkarö.

## Geografi
Dingtuna landskommun omfattade den 1 januari 1952 en areal av 161,51 km², varav 160,99 km² land.

### Tätorter i kommunen 1960
I Dingtuna landskommun fanns tätorten Dingtuna, som hade 535 invånare den 1 november 1960. Tätortsgraden i kommunen var då 26,1 procent.

## Politik

### Mandatfördelning i valen 1950-1962
| 16 | 15 | 4 |

| 31 |

| 15 | 13 | 5 | 2 |

| 30 | 5 |

| 11 | 12 | 3 | 4 |

| 26 |

| 13 | 13 | 5 | 4 |

| 29 | 6 |